# سیارک ۵۶۳۱
سیارک ۵۶۳۱ (به انگلیسی: 5631 Sekihokutouge، نامگذاری:1993FE1) پنج هزار و ششصد و سی و یکمین سیارک کشف شده‌است که در ۲۰ مارس ۱۹۹۳ کشف شد.
قدر مطلق سیارک برابر ۱۳٫۴۰ است.